# هامة (عظم)
الهامَة (بالإنجليزية: Bregma)‏ وهيَ نُقطة تَشريحية مَوجودة على الجُمجُمة تُشكل نقطة التِقاء العَظمين الجِداريين بالعَظم الجَبهي، أي هيَ نُقطة تَقاطع الدَرز الإكليلي مَع الدَرز السَّهمي.

## المَوقع
تَقع الهامَة عند تقاطع الدَرز الإكليلي مع الدَرز السَهمي على القُرب من الجُزء العلوي الوَسطي لِقُبة الرأس.

## التَطور
تُعرف الهامة في مَرحلة الطُفولة بِـاليافوخُ الأمامِيّ (بالإنجليزية: Anterior fontanelle)‏، وأثناء تَطور الإنسان (في عُمر 3 سنوات تقريباً) يُغلق اليافوخ الأمامي بِغشاء، لِيتحول بَعدها إلى مَنطقة الهامَة.

## الأهمية الطِبية
تُستخدم الهامَة غالباً كَنُقطة مَرجعية للعمليات الجِراحية في الدِماغ، وَقد يَحدُث عَيب خَلقي في مَنطقة الهامة (المَعروف بِخلل التعظم التَّرقوي القِحْفي) مما يُؤدي إلى عَدم إغلاقها وبقاءها على شَكل اليافوخ الأمامي. وأيضاً فَحص الرَضيع يَتضمن تَحسس مَنطقة اليافوخ الأمامي، فإذا كانت المَنطقة غائرة أو مَغمورة فهذا يُشير إلى الجَفاف، أما إذا كانت المَنطقة مُنتفخة فهذا يُشير إلى ارتِفاع الضَغط داخل القِحْف.

## أَصل الكَلمة
يَعود أَصل كَلمة الهامة إلى أَعلى الرَأس والتي تَعني باليونانية (باليونانية: Bregma)‏.

## المَراجع
هذه المقالة تعتمد على مواد ومعلومات ذات ملكية عامة، من الصفحة رقم 135  الطبعة العشرين لكتاب تشريح جرايز لعام 1918.

## صُور إضافية

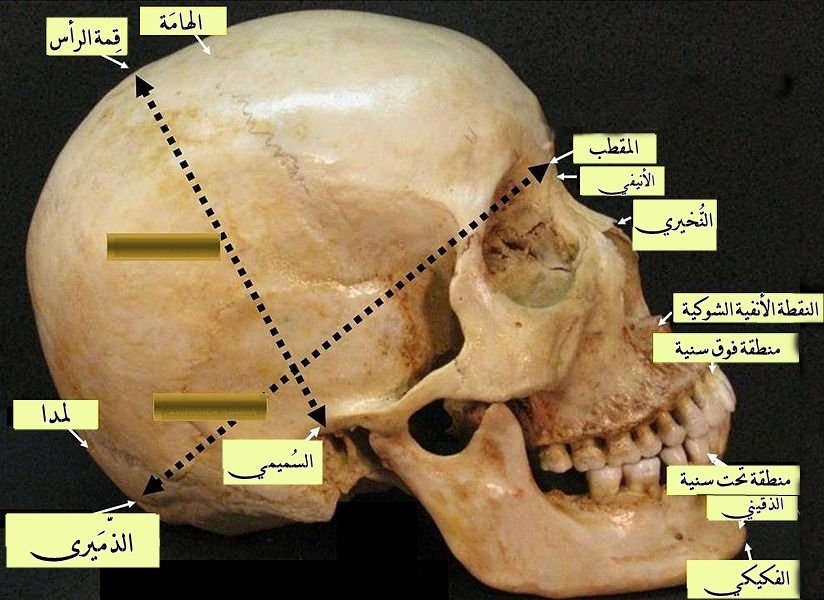
مَقطع تَشريحي لِجُمجمة الرأس

## رَوابط خارجية
درسٌ تشريحي حول {{{1}}} مُعدٌ بواسطة ويسلي نورمان (جامعة جورجتاون).